# Geoffrey Bayldon
(Albert) Geoffrey Bayldon, né le 7 janvier 1924 à Leeds (Yorkshire de l'Ouest), ville où il est mort le 10 mai 2017, est un acteur anglais.

## Biographie
Au théâtre, Geoffrey Bayldon interprète notamment William Shakespeare à Stratford-upon-Avon entre 1950 et 1955 (ex. : Macbeth en 1955, avec Vivien Leigh et Ian Holm) et à Londres (ex. : Richard II en 1953, avec Paul Scofield et Eric Porter). Toujours à Londres, mentionnons aussi The Lady's Not for Burning de Christopher Fry (1956, avec Albert Finney) et Maria (en) d'Isaac Babel (1990, avec Allan Corduner et Matthew Marsh).
Au cinéma (essentiellement britannique), il contribue à soixante-et-onze films, les deux premiers (dont un court métrage) sortis en 1952, le dernier en 2010. Entretemps, citons Atlantique, latitude 41° de Roy Ward Baker (1958, avec Frank Lawton et Michael Goodliffe), Casino Royale de Val Guest et autres (1967, avec Peter Sellers et David Niven), L'Embrouille de Marcello Fondato (film italien, 1977, avec Bud Spencer et Herbert Lom), Madame Sousatzka de John Schlesinger (1988, avec Shirley MacLaine dans le rôle-titre et Peggy Ashcroft), Tom et Viv de Brian Gilbert (1994, avec Willem Dafoe et Miranda Richardson), ou encore Les Dames de Cornouailles de Charles Dance (2004, avec Judi Dench et Maggie Smith).
À la télévision (principalement britannique), Geoffrey Bayldon apparaît dans cent-vingt-deux séries, la première en 1954 ; la dernière est Ma tribu (un épisode, 2010). Parmi ses séries notables figurent Robin des Bois (deux épisodes, 1957-1958), Le Saint (deux épisodes, 1964-1967), Doctor Who (épisode The Creature from the Pit, 1979), Les Nouvelles Aventures de Robin des Bois (un épisode, 1997) et Meurtres en sommeil (deux épisodes, 2004).
S'ajoutent trente téléfilms entre 1955 et 2003, dont Le Prince et le Pauvre de Don Chaffey (1962, avec Guy Williams et Laurence Naismith).

## Théâtre (sélection)

### Stratford-upon-Avon
(pièces de William Shakespeare)
- 1950 : Henri VIII (Henry VIII)
- 1951 : Henri IV, 2e partie (Henry IV, Part II), mise en scène de Michael Redgrave
- 1954 : Roméo et Juliette (Romeo and Juliet) ; La Mégère apprivoisée (The Taming of the Shrew)
- 1955 : Macbeth ; Titus Andronicus

### Londres
(pièces, sauf mention contraire)
- 1953 : Le Train du monde (The Way of the World) de William Congreve ; Richard II de William Shakespeare, mise en scène de John Gielgud
- 1956 : César et Cléopâtre (Caesar and Cleopatra) de George Bernard Shaw, mise en scène de Douglas Seale ; The Lady's Not for Burning de Christopher Fry, mise en scène de Bernard Hepton ; Coriolan (Coriolanus) de William Shakespeare
- 1957 : Henri V (Henry V) de William Shakespeare
- 1982 : Worzel Gummidge (Worzel Gummidge, the Musical), comédie musicale, musique de Denis King, livret de Willis Hall et Keith Waterhouse, d'après la série télévisée éponyme
- 1990 : Maria d'Isaac Babel

## Filmographie partielle

### Cinéma
- 1958 : Chef de réseau (The Two-Headed Spy) d'André de Toth : Dietz
- 1958 : Le Cauchemar de Dracula (Dracula) de Terence Fisher : Porter (le valet de Van Helsing)
- 1958 : Atlantique, latitude 41° (A Night to Remember) de Roy Ward Baker : Cyril Evans (opérateur radio du SS Californian)
- 1959 : La nuit est mon ennemie (Libel) d'Anthony Asquith : le deuxième photographe
- 1959 : Les Seins de glace (The Rough and the Smooth) de Robert Siodmak : Ransom
- 1959 : La Lorelei brune (Whirpool) de Lewis Allen : Wendel
- 1961 : Bobby des Greyfriars (Greyfriars Bobby: The True Story of a Dog) de Don Chaffey : le vicaire
- 1962 : Le Jour le plus long (The Longest Day) de Ken Annakin et autres : un officier au briefing du général Eisenhower
- 1962 : The Webster Boy de Don Chaffey : Charles Jamieson
- 1963 : Les 55 Jours de Pékin (55 Days at Peking) de Nicholas Ray : Smythe
- 1964 : Becket de Peter Glenville : Frère Philip
- 1965 : Un caïd (King Rat) de Bryan Forbes : Vexley
- 1965 : Les Chemins de la puissance de Ted Kotcheff : le psychologue en industrie
- 1966 : Passeport pour l'oubli (Where the Spies Are) de Val Guest : le conférencier
- 1967 : Les Anges aux poings serrés (To Sir, with Love) de James Clavell : Théo Weston
- 1967 : Casino Royale de Val Guest et autres : Q
- 1968 : Maldonne pour un espion (A Dandy in Aspic) d'Anthony Mann (puis Laurence Harvey) : Lake
- 1968 : Services spéciaux, division K (Assignment K) de Val Guest : le chercheur
- 1968 : L'Infaillible Inspecteur Clouseau (Inspector Clouseau) de Bud Yorkin : Gutch
- 1968 : Otley de Dick Clement : Superintendant Hewitt
- 1969 : Tintin et le Temple du Soleil d'Eddie Lateste (film d'animation) : voix du professeur Tournesol (Calculus en version anglaise)
- 1969 : Le Retour de Frankenstein (Frankenstein Must Be Destroyed) de Terence Fisher : le médecin-légiste
- 1970 : Scrooge de Ronald Neame : M. Pringle (le marchand de jouets)
- 1971 : The Raging Moon de Bryan Forbes : M. Latbury
- 1971 : La Maison qui tue (The House That Dripped Blood), film à sketches de Peter Duffell, segment The Cloak : Von Hartmann
- 1972 : Asylum de Roy Ward Baker : Max Reynolds
- 1972 : Histoires d'outre-tombe (Tales from the Crypt) de Freddie Francis : le guide
- 1976 : The Slipper and the Rose: The Story of Cinderella de Bryan Forbes : l'archevêque
- 1976 : Quand la Panthère rose s'emmêle (The Pink Panther Strikes Again) de Blake Edwards : Dr Duval
- 1977 : L'Embrouille (Charleston) de Marcello Fondato : Oncle Fred
- 1981 : Le Club des monstres (The Monster Club) de Roy Ward Baker : le psychiatre
- 1988 : Madame Sousatzka de John Schlesinger : M. Cordle
- 1994 : Astérix et les Indiens de Gerhard Hahn (film d'animation) : voix de Panoramix (Getafix en version anglaise)
- 1994 : Tom et Viv (Tom and Viv) de Brian Gilbert : Harwent
- 2004 : Les Dames de Cornouailles (Ladies in Lavender) de Charles Dance : M. Penhaligan

### Télévision

#### Séries télévisées
- 1957-1958 : Robin des Bois (The Adventures of Robin Hood), saison 3, épisode 3 The Angry Village (1957 - Cal) et épisode 29 The Genius (1958 - Comte de Severne) de Peter Seabourne
- 1961-1967 : Chapeau melon et bottes de cuir (première série, The Avengers)
  - Saison 1, épisode 24 The Deadly Air : Professeur Kilbride
  - Saison 5, épisode 2 Remontons le temps (Escape in Time) de John Krish : Clapham
- 1963-1968 : Z-Cars
  - Saison 2, épisode 35 Alarm Call (1963) d'Alan Bridges : Blake
  - Saison 6, épisodes 179 et 180 Breakdown, Parts I & II (1968) de Derek Martinus : M. Smayles
- 1964-1967 : Le Saint (The Saint)
  - Saison 3 épisode 4 Le Scorpion (The Scorpion, 1964) de Roy Ward Baker : Wilfred Garniman
  - Saison 5 épisode 18 Les Amateurs d'art (The Art Collectors, 1967) de Roy Ward Baker : Marcel Legrand
- 1965 : Destination Danger (Danger Man), saison 3, épisode 3 Un jeu dangereux (A Very Dangerous Game) de Don Chaffey : Dickinson
- 1970-1971 : Temporel (Catweazle), 2 saisons, 26 épisodes (intégrale) : Catweazle
- 1972 : Prince noir (The Adventures of Black Beauty), saison 1, épisodes 9 et 10 Le Casque du viking, 1re et 2e parties (The Viking Helmet, Parts I & II) d'Alan Gibson : Professeur Miles
- 1972 : La Légende des Strauss (The Strauss Family), mini-série, épisode 4 Revolution : Schlumberger
- 1973 : Les Mystères d'Orson Welles (Orson Welles' Great Mysteries), saison unique, épisode 12 The Ingenious Reporter de Peter Sasdy : le magistrat
- 1976 : Cosmos 1999 (Space: 1999), saison 2, épisode 3 Humain, ne serait-ce qu'un moment (One Moment of Humanity) de Charles Crichton : Numéro Huit
- 1978 : Le Club des cinq (The Famous Five), saison 1, épisode 12 Les Cinq contre les espions (Five Go to Billycock Hill) : M. Gringle
- 1979 : Doctor Who, saison 17, épisode 3 The Creature from the Pit de Christopher Barry, 2e, 3e et 4e parties : Organon
- 1980 : Sherlock Holmes et le Docteur Watson (Sherlock Holmes and Doctor Watson), saison unique, épisode 18 The Case of the Deadly Tower de Roy Ward Baker : Mortonn Hadlock
- 1980-1983 : Bizarre, bizarre (Tales of the Unexpected)
  - Saison 2, épisode 6 Les Petites Douceurs (Fat Chance, 1980) de John Gorrie : Dr Applegate
  - Saison 6, épisode 7 Down Among the Sheltering Palms (1983) de John Gorrie : Sid
- 1981 : Bergerac, saison 1, épisode 9 Relative Values de Martin Campbell : Henry Bernard
- 1988 : Monstres et Merveilles (The Storyteller), saison unique, épisode 7 Belle Chagrin (Sapsorrow) de Steve Barron : King
- 1988 : Le Retour de Sherlock Holmes (The Return of Sherlock Holmes), saison unique, épisode 12 Les Plans du Bruce-Partington (The Bruce-Partington Plans) de John Gorrie : Sidney Johnson
- 1991-2006 : Casualty
  - Saison 6, épisode 13 Facing Up (1991) : Duncan Frain
  - Saison 12, épisode 10 A Taste of Freedom (1997) : James Ellington
  - Saison 18, épisode 43 Inside Out (2004) : Ralph Michaels
  - Saison 20, épisode 42 Needle (2006) : Wilf Simpson
- 1997 : Les Nouvelles Aventures de Robin des Bois (The New Adventures of Robin Hood), saison 1, épisode 10 La Légende d'Olwyn (The Legend of Olwyn) : Merlin
- 2000 : Inspecteur Barnaby (Midsomer Murders), saison 3, épisode 2 Angoisse dans la nuit (Blue Herrings) : Arthur Prewitt
- 2004 : Meurtres en sommeil (Waking the Dead), saison 4, épisodes 1 et 2 Sous le regard de Dieu, 1re et 2e parties (In Sight of the Lord, Parts I & II) : Edward Atkinson
- 2007 : Flics toujours (New Tricks), saison 4, épisode 2 God's Waiting Room : Léonard Casey
- 2010 : Ma tribu (My Family), saison 10, épisode 2 The Son'll Come Out : Joe

#### Téléfilms
- 1960 : Annual Outing de Terence Dudley : Tom Walters
- 1961 : Summer, Autumn, Winter, Spring de Don Taylor : Saul Borlay
- 1962 : Le Prince et le Pauvre (The Prince and the Pauper) de Don Chaffey : Sir Goeffrey
- 1962 : Le Conte d'hiver (The Winter's Tale) de Don Taylor : Antigonus
- 1974 : The Gathering Storm d'Herbert Wise : Kurt von Schuschnigg
- 1975 : Under Western Eyes de Stuart Burge : Peters
- 1976 : Abide with Me de Moira Armstrong : le vicaire
- 1988 : Le Dixième Homme (The Tenth Man) de Jack Gold : le vieil employé
- 1989 : Cause célèbre (titre original) de John Gorrie : M. Justice Humphreys
- 1990 : The Tale of Little Pig Robinson d'Alan Bridges : M. Mumby